# Президијум Народне скупштине НР Словеније
Президијум Народне скупштине НР Словеније (словен. Prezidij Ljudske skupščine Ljudske republike Slovenije)  био је колективни шеф државе у Народној Републици Словенији од 27. октобра 1946. до 30. јануара 1953. године. Настао је формирањем Народне скупштине НР Словеније, а пре њега је постојао Президијум СНОВ, који је био највише тело Словеначког народноослободилачког већа. Дефинисан је Уставом НР Словеније из 1947. године. Укинут је доношењем Уставног закона, након чега је функција шефа државе у НР Словенији пренета на функцију председника Народне скупштине.

## Историјат
Највише представничко тело Словеније у току Народноослободилачког рата био је Словеначки народноослободилачки одбор (СНОО) који је формиран 3. октобра 1943. на Кочевском збору. На Првом заседању одржаном 19. фебруара 1944. у Чрномљу СНОО је преименован у Словеначко народноослободилачко веће (СНОС) и тада је изабрано његово Председништво, на чијем је челу био Јосип Видмар. На Другом заседању СНОВ одржаном 10. септембар 1946. у Љубљани Председништво СНОС преименовано је у Президијум СНОС.
Након избора за Уставотворну скупштину НР Словеније, одржаних 27. октобра 1946. конституисана је Уставотворна скупштина, која је 19. новембар 1946. изабрала Президијум Уставотворне скупштине, чији је председник и даље био Видмар. Уставотворна скупштина усвојила је 17. јануара 1946. Устав Народне Републике Словеније којим је дефинисана улога Президијума Народне скупштине који је био колективни орган и састојао се од председника, три потпредседника, једног секретара и највише 15 чланова. Истог дана када је усвојен Устав, Президијум Уставотворне скупштине преименован је у Президијум Народне скупштине.
После избора за Народну скупштину одржаних 18. марта 1951. Народна скупштина је 11. априла 1951. изабрала нови Президијум чији је председник поново био Видмар. Након што је Народна скупштина ФНРЈ 13. јануара 1953. усвојила Уставни закон о основама друштвеног и политичког уређења ФНРЈ, којим је између осталог укинут Президијум Народне скупштине ФНРЈ, Народна скупштина НР Словеније је 30. јануара 1953. усвојила Уставни закон о основама друштвеног и политичког уређења НР Словеније којим је укинут Президијум Народне скупштине Словеније.

## Председници
| Сазив скупштине | Број | Име и презиме | Животни век | Мандат              | Мандат              | Трајање мандата    | Назив функције                                             | Реф. |
| Сазив скупштине | Број | Име и презиме | Животни век | Почетак             | Крај                | Трајање мандата    | Назив функције                                             | Реф. |
| --------------- | ---- | ------------- | ----------- | ------------------- | ------------------- | ------------------ | ---------------------------------------------------------- | ---- |
| —               | 1    | Јосип Видмар  | 1895—1992.  | 19. фебруар 1944.   | 10. септембар 1946. | 2 године, 273 дана | Председник Председништва СНОВ                              |      |
| —               | 1    | Јосип Видмар  | 1895—1992.  | 10. септембар 1946. | 19. новембар 1946.  | 2 године, 273 дана | Председник Президијума СНОВ                                |      |
| 1946—1951.      | 1    | Јосип Видмар  | 1895—1992.  | 19. новембар 1946.  | 17. јануар 1947.    | 6 година, 72 дана  | Председник Президијума Уставотворне скупштине НР Словеније |      |
| 1946—1951.      | 1    | Јосип Видмар  | 1895—1992.  | 17. јануар 1947.    | 11. април 1951.     | 6 година, 72 дана  | Председник Президијума Народне скупштине НР Словеније      |      |
| 1951—1953.      | 1    | Јосип Видмар  | 1895—1992.  | 11. април 1951.     | 30. јануар 1953.    | 6 година, 72 дана  | Председник Президијума Народне скупштине НР Словеније      |      |